# Korrespondanceskak
Korrespondanceskak eller K-skak er skak spillet over afstand, og hvor betænkningstiden regnes i dage. Tidligere blev korrespondanceskak spillet over brev – indimellem over kurer, telegraf, telefon eller vha. brevduer, men i vore dage er det også standard at spille via e-mail eller over en server. Korrespondanceskakken organiseres på verdensplan i det internationale korrespondanceskak forbund, ICCF, som er det eneste forbund, som er anerkendt af skakkens hovedorganisation FIDE. I Danmark hører korrespondanceskakken under Dansk Skak Union.

## Korrespondanceskakkens historie
Det har i princippet været muligt at spille korrespondanceskak lige så længe som man har brugt skaknotation, men der findes ingen pålidelige beretninger før det 19. århundrede. Et af de mest berømte korrespondanceskakpartier blev spillet i 1836 mellem skakklubber i London og Paris og kom til at navngive åbningsvarianten fransk.
Det første verdensforbund for korrespondanceskak, IFSB (Internationaler Fernschachbund), blev etableret i 1928, og blev efterfulgt af International Correspondence Chess Association i 1950 og af ICCF i 1951.

## Organisering af korrespondanceskakpartier
Der er en række ting, der adskiller korrespondanceskakken fra almindelig skak:
- I en turnering starter man alle sine partier på en gang.
- Man må analysere så meget man har lyst til ved at flytte med brikkerne.
- Man kan i princippet bruge bøger, skakdatabaser og skakprogrammer samt tage imod hjælp fra stærkere spillere, uden at det umiddelbart kan kontrolleres. Men normalt er det kun bøger og databaser over skakpartier, som er godkendte hjælpemidler. ICCFs regler siger ikke noget om computerhjælp, men angiver, at man skal beslutte sine træk selv[1].

## Verdensmestre i korrespondanceskak
Siden 1950 har der været afholdt verdensmesterskaber i korrespondanceskak. Blandt vinderne er den danske stormester, Jørn Sloth, som gennemførte turneringen 1975-1980 som ubesejret.

## Mænd
| #   | Flere år  | Champion                                    | Nationalitet             |
| --- | --------- | ------------------------------------------- | ------------------------ |
| 01. | 1950-1953 | Cecil John Seddon Purdy                     | Australien               |
| 02. | 1956-1959 | Viacheslav Ragozin                          | Sovjetunionen            |
| 03. | 1959-1962 | Albéric O'Kelly de Galway                   | Belgien                  |
| 04. | 1962-1965 | Vladimir Zagorovsky                         | Sovjetunionen            |
| 05. | 1965-1968 | Hans Berliner                               | USA                      |
| 06. | 1968-1971 | Horst Rittner                               | Østtyskland              |
| 07. | 1972-1976 | Yakov Estrin                                | Sovjetunionen            |
| 08. | 1975-1980 | Jørn Sloth                                  | Danmark                  |
| 09. | 1977-1983 | Tõnu Õim                                    | Sovjetunionen            |
| 10. | 1978-1984 | Victor Palciauskas                          | USA                      |
| 11. | 1983-1989 | Friedrich Baumbach                          | Østtyskland              |
| 12. | 1984-1991 | Grigory Sanakoev                            | Rusland                  |
| 13. | 1989-1998 | Mikhail Umansky                             | Rusland                  |
| 14. | 1994-2000 | Tõnu Õim                                    | Estland                  |
| 15. | 1996-2002 | Gert Jan Timmerman                          | Holland                  |
| 16. | 1999-2004 | Tunç Hamarat                                | Østrig                   |
| 17. | 2002-2007 | Ivar Bern                                   | Norge                    |
| 18. | 2003-2005 | Joop van Oosterom                           | Holland                  |
| 19. | 2004-2007 | Christophe Léotard                          | Frankrig                 |
| 20. | 2004-2011 | Pertti Lehikoinen                           | Finland                  |
| 21. | 2005-2008 | Joop van Oosterom                           | Holland                  |
| 22. | 2007-2010 | Aleksandr Dronov                            | Rusland                  |
| 23. | 2007-2010 | Ulrich Stephan                              | Tyskland                 |
| 24. | 2005-2011 | Marjan Semri                                | Slovenien                |
| 25. | 2009-2013 | Fabio Finocchiaro                           | Italien                  |
| 26. | 2010-2014 | Ron Langeveld                               | Holland                  |
| 27. | 2011-2014 | Alexandr Dronov                             | Rusland                  |
| 28. | 2013-2016 | Leonardo Ljubicic                           | Kroatien                 |
| 29. | 2015-2018 | Alexandr Dronov                             | Rusland                  |
| 30. | 2017-2019 | Andrey Kochemasov                           | Rusland                  |
| 31. | 2019-2022 | Fabian Stanach Christian Muck Ron Langeveld | Polen · Østrig · Holland |
| 32. | 2020-2022 | Jon Edwards                                 | USA                      |

## Kvinder
| #   | Flere år  | Champion            | Nationalitet  | Ref    |
| --- | --------- | ------------------- | ------------- | ------ |
| 01. | 1968-1972 | Olga Rubtsova       | Sovjetunionen | [ 3 ]  |
| 02. | 1972-1977 | Lora Jakovleva      | Sovjetunionen | [ 4 ]  |
| 03. | 1978-1984 | Luba Kristol        | Sovjetunionen | [ 5 ]  |
| 04. | 1984-1992 | Ljudmila Belavenets | Rusland       | [ 6 ]  |
| 05. | 1993-1998 | Luba Kristol        | Israel        | [ 7 ]  |
| 06. | 2000-2005 | Alessandra Riegler  | Italien       | [ 8 ]  |
| 07. | 2002-2006 | Olga Sukhareva      | Rusland       | [ 9 ]  |
| 08. | 2007-2010 | Olga Sukhareva      | Rusland       | [ 10 ] |
| 09. | 2011-2014 | Irina Perevertkina  | Rusland       | [ 11 ] |
| 10. | 2014-2017 | Irina Perevertkina  | Rusland       | [ 12 ] |
| 11. | 2017-2020 | Irina Perevertkina  | Rusland       | [ 13 ] |
| 12. | 2020-2023 | Irina Perevertkina  | Rusland       | [ 14 ] |

## ICCF Word Cup
1. Karl Maeder  (1973-1977)
2. Gennadi Nesis  (1977-1983)
3. Nikolai Rabinovich  (1981-1986)
4. Albert Popov  (1984-1989)
5. A  Alexander Frolov (1987-1994) – B Gert Timmmerman (1987-1994)
6. Olita Rause (1994-1999)
7. Aleksey Lepikhov (1994-2001)
8. Horst Staudler (1998-2002)
9. Edgar Prang (1998-2001)
10. Reinhard Moll (2005-2007)
11. Reinhard Moll (2008-2011)
12. Mathias Gleichmann (2009-2013)
13. Reinhard Moll (2009-2012)
14. Reinhard Moll  (2009-2012)
15. Klemen Sivic  (2012-2015)
16. Uwe Nogga (2013-2016)
17. Mathias Gleichmann  (2014-2017)
18. Stefan Ulbig & Reinhard Moll (2015-2019)
19. Thomas Herfuth (2014-2016)
20. Sergey Kishkin (2017-2020)
21. Mathias Gleichmann (2019-2021)
22. Dmitry Morozov &   Matthias Gleichmann (2021-2023)

## OL for mænd, hold
| #  | Flere år  | Guld                   | Sølv                   | Bronze                       | Danmark    |
| -- | --------- | ---------------------- | ---------------------- | ---------------------------- | ---------- |
| l  | 1949-1952 | Ungarn (25)            | Tjekkoslovakiet (20)   | Sverige (19,5)               |            |
| 2  | 1952-1955 | Tjekkoslovakiet (27,5) | Sverige (27,5)         | Tyskland (27)                |            |
| 3  | 1958-1961 | Sovjetunionen (35,5)   | Ungarn (32,5)          | Jugoslavien (32)             |            |
| 4  | 1962-1964 | Sovjetunionen (36)     | Østtyskland (28,5)     | Sverige (27,5)               | 9° (14,5)  |
| 5  | 1965-1968 | Tjekkoslovakiet (31,5) | Sovjetunionen (30)     | Vesttyskland (29,5)          |            |
| 6  | 1968-1972 | Sovjetunionen (38)     | Tjekkoslovakiet (28,5) | Østtyskland (25,5)           |            |
| 7  | 1972-1976 | Sovjetunionen (35,5)   | Bulgarien (30)         | Storbritannien (29,5)        |            |
| 8  | 1977-1982 | Sovjetunionen (46,5)   | Ungarn (44)            | Storbritannien (41,5)        | 11° (32,5) |
| 9  | 1982-1987 | Storbritannien (33,5)  | Vesttyskland (30)      | Sovjetunionen (27)           | 6° (22,5)  |
| 10 | 1987-1995 | Sovjetunionen (34)     | England (33,5)         | Østtyskland 33,5)            |            |
| 11 | 1992-1999 | Tjekkoslovakiet (45,5) | Tyskland (45,5)        | Canada (40)                  | 11° (29,5) |
| 12 | 1998-2004 | Tyskland (47,5)        | Litauen (42,5)         | Letland (42,5)               |            |
| 13 | 2004-2009 | Tyskland (38)          | Tjekkiet (34,5)        | Polen (32)                   |            |
| 14 | 2002-2006 | Tyskland (45,5)        | Litauen (39,5)         | USA (36)                     | 9° (30,5)  |
| 15 | 2006-2009 | Norge (48)             | Tyskland (47)          | Holland (46,5)               |            |
| 16 | 2010-2016 | Tjekkiet (33,5)        | Tyskland (28,5)        | Frankrig (26,5)              |            |
| 17 | 2009-2012 | Tyskland (44,5)        | Spanien (43,5)         | Italien (39,5)               | 11° (32)   |
| 18 | 2012-2016 | Tyskland (41,5)        | Slovenien (41)         | Spanien (39)                 |            |
| 19 | 2016-2021 | Bulgarien (27)         | Tyskland (26,5)        | Tjekkiet (26,5) Polen (26,5) |            |
| 20 | 2016-2019 | Tyskland (39,5)        | Rusland (39,5)         | Spanien (39)                 |            |
| 21 | 2020-2023 | Tyskland (38)          | Luxembourg (37)        | USA (37)                     |            |

## OL for kvinder, hold
| #  | Flere år  | Guld               | Søld                 | Bronze                 |
| -- | --------- | ------------------ | -------------------- | ---------------------- |
| 1  | 1974-1979 | Sovjetunionen (22) | Vesttyskland (19)    | Tjekkoslovakiet (15,5) |
| 2  | 1980-1986 | Sovjetunionen (26) | Tjekkoslovakiet (26) | Jugoslavien (20)       |
| 3  | 1986-1992 | Sovjetunionen (23) | Tjekkoslovakiet (21) | Ungarn (14,5)          |
| 4  | 1992-1997 | Tjekkiet (24)      | }Rusland (21)        | Polen (18,5)           |
| 5  | 1997-2003 | Rusland (25)       | Tyskland (22)        | Tjekkiet (18)          |
| 6  | 2003-2006 | Litauen (26,5)     | Tyskland (23,5)      | Italien (23)           |
| 7  | 2007-2009 | Slovenien (25)     | Litauen (23,5)       | Tyskland (23)          |
| 8  | 2008-2010 | Polen (27)         | Bulgarien (27)       | Italien (26)           |
| 9  | 2011-2014 | Rusland (34)       | Litauen (32,5)       | Tyskland (30)          |
| 10 | 2015-2017 | Tyskland (33)      | Litauen (30)         | Rusland (28)           |